# Przykory (condado de Garwolin)
Przykory es un pueblo de Polonia, en Mazovia. Se encuentra en el distrito (Gmina) de Miastków Kościelny, perteneciente al condado (Powiat) de Garwolin. Se encuentra aproximadamente a 7 km al oeste de Miastków Kościelny, 9 km al este de Garwolin, y a 62 km al sureste de Varsovia.  
Entre 1975 y 1998 perteneció al voivodato de Siedlce.